# Salara
Salara est une commune italienne de la province de Rovigo, dans la région Vénétie.

## Administration
| Période                                  | Période | Identité | Étiquette | Qualité |
| ---------------------------------------- | ------- | -------- | --------- | ------- |
|                                          |         |          |           |         |
| Les données manquantes sont à compléter. |         |          |           |         |

### Hameaux
Ca'Priore, Le Caselle, Santa Croce, Veratica.

### Communes limitrophes
Bagnolo di Po, Calto, Ceneselli, Felonica, Ficarolo, Trecenta.